# Seznam glasbeno-založniških hiš
Seznam glasbeno založniških hiš.
(Vsebuje tudi založbe, ki ne obstajajo več).

## 0–9
13th Floor Recordings -
143 Records	-
18th Street Lounge Records	-
18 Top Hits Records	-
20th Century Records	-
21-3 Records	-
2Tone Records	-
2nd rec	-
31 Records	-
3C Records	-
3D Vision Records	-
4AD Records	-
504 Records	-
550 Records	-
5RC Records	-
604 Records	-
720 Degrees	-

## A
A&D Records	-
A&M Records	-
ABC Dunhill Records	-
ABC-Paramount Records	-
ABC Records	-
ABKCO Records	-
Abner Records	-
Absolutely Kosher Records	-
Accent Records	-
Ace-Hi Records	-
Ace of Clubs Records	-
Ace of Hearts Records	-
Ace Records	-
Acme Records	-
Aco Records 	-
Additive Records	-
ADD Records	-
ADHD Records	-
A Different Drum	-
Aeolion Records	-
A-F Records	-
Aftermath Entertainment	-
Aftermath Music	-
Agitprop! Records	-
Agit-Prop Records	-
Aim Records	-
Ajax Records	-
Aladdin Records 	-
Alamo Records	-
Alchemy Records	-
All Saints Records	-
Almo Sounds	-
Albany Records	-
Alligator Records	-
All Platinum Records	-
All-Star Records	-
Alternative Tentacles	-
Amco Records	-
American Music Records 	-
Amha Records	-
Ampex Records 	-
AM:PM Records	-
American Record Company	-
American Record Corporation	-
American Recordings	-
AMIGA	-
Amphetamine Reptile Records	-
Anchor Records	-
Andante Records	-
Andie Records	-
Angel Records	-
Angelophone Records	-
Anjunabeats	-
Anjunadeep	-
Annette Records	-
Anthem Records	-
Anticon Records	-
Antiopic	-
Anti Records	-
Antler-Subway Records	-
Ant-Zen	-
Anxious Records	-
Apex Records	-
Apollo Records	-
Apple Records	-
April Records	-
April Records	-
ARA Records	-
Arcade Records	-
Arcadia Records	-
Architecture Label	-
ARC Records	-
Argo Records (Britanska založba)	-
Argo Records (založba ZDA)	-
Arhoolie Records	-
Ariel Records	-
Ariola Records	-
Arista Records	-
Aristocrat Records	-
Armada Music	-
Armind 	-
Arte Nova Records	-
Artemis Records	-
Arto Records	-
AshTree Records	-
Asian Man Records	-
A State of Trance	-
Astralwerks	-
Asylum Records	-
ASV Records	-
Atavistic Records	-
Atco Records 	-
Atlantic Records	-
ATO Records	-
Attack Records	-
Attic Records (Canada)	-
Attic Records (UK)	-
Audible Hiss Records	-
Audio Blueprint	-
Audiodiscs Records	-
Audiophile Records	-
Audition Records	-
Au Go Go Records	-
Aurora Records	-
Autograph Records	-
Autumn Records	-
Auvidis Astrée Records	-
Avco Records	-
AVEX Records	-
Axis Records	-
Azteca Records	-
Azuli Records	-

## B
B-Unique Records	-
Babygrande Records	-
Back Beat Records	-
Bad Boy Records	-
Bad Taste	-
Bad Taste Records	-
Baldwin Records	-
Bandwagon Records	-
Bang Records	-
BANKSHOT! Records	-
Banner Records	-
Bar/None Records	-
Barclay Records	-
Barcode Recordings	-
Barsuk Records	-
Battleaxe Records	-
Bayou Records	-
BC Recordings	-
Bearsville Records 	-
Beatservice Records	-
Bedrock Records	-
Beeda Records	-
Beggars Banquet Records	-
Beka Records	-
Belle Arti Records	-
Bellmark Records	-
Bell Records	-
Beltona Records	-
Belvedere Records	-
Benbecula Records	-
Benson Records	-
Berliner Gramophone 	-
Beta Recordings	-
Bethlehem Records	-
Bettini Company Records	-
Betzefer	-
Beverly Glen Records	-
BGO	-
Bibletone Records	-
Biddulph Recordings	-
Big Cat Records	-
Big-H Recordings	-
Big Neck Records	-
Bigshot Music Group	-
Big Top Records	-
Big Tree Records	-
Big Wheel Recreation	-
Biltmore Records	-
Bingo Beats	-
Bingola Records	-
Biograph Records	-
BIS Records	-
Bitter Like The Bean Records	-
Bizarre Records 	-
Black Box Records	-
BlackCat Music Group	-
Black Hole Recordings	-
Black Mark Records	-
Black Patti Records	-
Black Sun Empire Recordings	-
Black Swan Records 	-
Black & White Records	-
Blanco y Negro Records	-
Blaze Records	-
Blind Pig Records	-
Blood And Fire Records	-
Bloody Fist Records	-
Blue Ace Records	-
Blue Amberol Records 	-
Bluebird Records	-
Blue Cat Records	-
Blue Harvest Records	-
Bluelight Records	-
Blue Note Records 	-
Blue Rock Records	-
Blue Room Released	-
Blues Matters Records	-
Bluesway Records	-
Blue Thumb Records	-
Bluurg Records 	-
BMG	-
Boardwalk Records	-
Bobo Records	-
Boner Records	-
Bong Load Custom Records	-
Bon Marche Records	-
Bonzai Records	-
BooM! Records	-
Borae' Records	-
Borderline Records	-
Box-O-Plenty Records	-
Breakbeat Kaos Records	-
Breakbeat Science Records	-
Bridge Records, Inc.	-
Brilliant Records	-
Broadcast Records	-
Broadcast Twelve Records	-
Broadway Records	-
Broken Spoke Records	-
Brother Records	-
Brunswick Records	-
Brushfire Records	-
Brute/Beaute Records 	-
Buckeye Records	-
Buddah Records	-
Buddy Records	-
Buddyhead Records	-
Bullet Records	-
Bunker Records	-
Burial Mix Records	-
Burning Heart Records	-
Busy Bee Records	-
Butter Beat Records	-
BWDM Records	-
BYO Records	-

## C
C. & S. Records	-
C/Z Records	-
Cadence Records	-
Cadet Records	-
Cala Records	-
Calliope Records	-
Calvin Records	-
Cameo Records 	-
Cameo-Parkway Records 	-
Cameo-Kid Records 	-
Canaan Records	-
Candid Records	-
Candle Records	-
Candy Ass Records	-
Canyon Records	-
Capitol Records 	-
Capriccio Records	-
Capricorn Records	-
Captiva Records	-
Caravan of Dreams Productions	-
Carbon Records	-
Cardinal Records	-
Cargo Industries	-
Caribou Records	-
Carnival Records	-
Caroline Records	-
Carrot Top Records	-
Carwer Recordings	-
Casablanca Records	-
Cash Money Records	-
Cause 4 Concern Recordings	-
Cavalier Records	-
CBS Masterworks Records	-
Celtic Heartbeat Records	-
Celtic Music Records	-
Celtophile Records	-
Cenotaph	-
Century Media Records 	-
Cetra Records	-
Chain Reaction Records	-
Chainsaw Cassettes	-
Chainsaw Records	-
Challenge Records	-
Champion Records	-
Chance Records	-
Chancellor Records	-
Chandos Records	-
Chappelle and Stinnette Records 	-
Chapter Music	-
Charged Records	-
Charge Recordings	-
Charisma Records	-
Charnel Music	-
Chatauqua Records	-
Checker Records	-
Chemikal Underground 	-
Chesky Records	-
Chess Records 	-
China Records	-
Chi Sound Records	-
Chocodog Records	-
Choke Chain Records	-
Chrysalis Records	-
C.I.A. Records	-
Circle Records	-
Citizen Records	-
Citrus Recordings	-
City Centre Records	-
Claddagh Records	-
Clangor Records	-
Clarion Records	-
Classics for Pleasure Records	-
Claxtona Records	-
Clean-up Records	-
Cleartone Records	-
Cleopatra Records	-
Cleveland International Records	-
Clif Records	-
Climax Records	-
Clone Records	-
Clover Records	-
Co & Ce Records	-
Code 5 Records	-
Cold Chillin' Records 	-
Coliseum Records 	-
Collectables Records	-
Collins Classics	-
Colortone Records	-
Columbia Masterworks Records	-
Columbia Records 	-
Combat Records	-
Comfort Stand Records	-
Command Performance Records	-
Command Records	-
Commercial Suicide Records	-
Commodore Records	-
Compass Records	-
Complete Control Music	-
Composers Recordings, Inc	-
Concert Records 	-
Concertone Records	-
Concord Records	-
Conifer Records	-
Connorized Records 	-
Conqueror Records 	-
Constellation Records	-
Contemporary Records	-
Continental Records	-
Cooking Vinyl Records	-
Cooltempo Records	-
Coral Records	-
Corpus Hermeticum	-
Corwood Industries	-
CPO Records	-
Cracknation Records	-
Crank! Records	-
Crass Records 	-
Crave Records	-
Crazy Music 	-
CRD Records	-
Cream Records	-
Creation Records	-
Creative Sources Recordings	-
Creed Taylor, Incorporated 	-
Crescent Records	-
Crescent City Records	-
CRG Records	-
Crimes Against Humanity Records	-
Criminal IQ Records	-
CRI Records	-
Critical Recordings	-
Critona Records	-
Croatia Records	-
Crown Records	-
Crunchy Frog Records	-
Cryz Records	-
Cub Records	-
Cube Records	-
Culburnie Records	-
Cumberland Records	-
Cuneiform Records	-
Curb Records	-
Curtom Records	-
Curry's Records 	-
Cylon Records	-
Cympophane Records	-
Cypress Records	-

## D
D.P.G. Recordz	-
D1 Recordings	-
Daemon Records	-
Damon Records	-
Dana Records	-
Danacord	-
Dancing Cat Records	-
Dandelion Records	-
Dandy Records 	-
Dante Records	-
Daptone Records	-
Dark Horse Records	-
Darktown Records	-
Darwin Records	-
Data Records	-
Davega Records	-
Davis & Schwegler Records 	-
Dawn Records	-
DaySpring Records	-
Death Row Records	-
Debut Records	-
Deck Cheese	-
Defected	-
Democracy Records	-
DC Flag Records	-
DCide	-
Decca Records 	-
Deconstruction Records	-
Dedicated Records	-
Def American	-
Defected Records	-
Definitive Jux	-
Def Jam	-
Delos Records	-
De Luxe Records	-
Deluxe Records	-
Dembitzer Records	-
Democracy Records	-
Demon Records	-
Denon Records	-
Dependent Records	-
Deptford Fun City Records	-
Deram Records	-
Derby Records	-
Desert Song Special Records	-
Detour Records	-
Deutsche Grammophon	-
Dial Records	-
Dick Bros Record Company	-
Digital Habitat Productions	-
Digital Hardcore Recordings	-
Dischord Records	-
Discover Records	-
Direct Hit Records	-
Discovery Records	-
Dischord Records	-
Discipline Global Mobile	-
Discos Taxco	-
Disc Jockey	-
Distance Records	-
Disturbing Tha Peace	-
Dixieland Records	-
Dixieland Jubilee Records	-
Diva Records 	-
DJM Records	-
DMP Records	-
Doghouse Records	-
Dolton Records	-
Dominion Records 	-
Domino Records	-
Don Giovanni Records	-
Dorian Records	-
Dot Records	-
Drag City	-
Dragonfly Records	-
Dragon Records	-
Dragon Street Records	-
Dreamworks Records	-
Drive-Thru Records	-
Dr Jazz Records	-
DROG	-
Dro Records 	-
DRT Entertainment	-
DSFA Records	-
Duck Records	-
Duke Records	-
Duke Street Records	-
Dunhill Records	-
Duophone Records 	-
Duophonic Records	-
Durium Records	-
Dust Traxx Records	-
Dutch East India Trading Company	-
Dynamica	-
Dynasty Records	-

## E
Eagle Records	-
Eagle Rock Records	-
Earache Records	-
Earwig Music Company	-
Eastern Conference Records	-
Eastwest Records	-
Echo Records	-
Eclypse Records	-
ECM	-
Edel Music	-
Edison Records 	-
Edison Bell Records	-
Edison Bell Winner Records	-
Eel Pie Records	-
Eje Records	-
Eldethorn Records	-
Electradisk Records	-
Electrola Records	-
Electron Records	-
Elektra Records	-
Elementree Records	-
Emanem Records	-
Emarcy Records	-
Embassy Records	-
Emerald Bay Records	-
Emerald Records	-
Emerson Records	-
EMI	-
EMI America Records	-
EMI Christian Music Group	-
EMI Classics	-
EMI Manhattan Records	-
Emperor Norton Records	-
End Records	-
Energy Records	-
Enigma Records	-
Enjoy Records	-
Ensign Records	-
Enterprise Records	-
Epic Records	-
Epitaph Records	-
Epsa	-
Epitonic Records	-
Equal Vision Records	-
Equator Records	-
Erato Records	-
Eroica Classical Recordings	-
Ersatz Audio	-
Erstwhile Records	-
Es Paranza Records	-
ESP Records	-
Esquire Records	-
Essential Records	-
Essex Records	-
Estrus Records	-
Eternal Records	-
Eubie Blake Music Records	-
Euphonic	-
Everybody's Records	-
Excel Records	-
Exodus Records	-
Exogenic Records	-
Exo Records	-
Extasy Records	-
Eyeball Records	-

## F
Factory Records	-
Falcon Records	-
Falcon Records 	-
Falling A Records	-
Famous Records	-
Fania Records	-
Fantasy Records	-
Fast Product	-
Fat Cat Records	-
Fat City Records	-
Fat Wreck Chords	-
F-Beat Records	-
Fearless Records	-
Federal Records	-
Fellside Records	-
Feral Records	-
Ferret Records	-
Festival Mushroom Records	-
Festival Records	-
FFRR Records	-
Fierce Panda Records	-
Filmophone Records	-
Finger Records	-
Fingerpaint Records	-
Finlandia Records	-
Firecode Core	-
Fire Records	-
First Avenue Records	-
First National Records	-
Fishbowl Records	-
Flair Records	-
Flat Earth Records	-
Flawless Records	-
Fledgling Records	-
Flexo Records	-
Flip Records	-
Flipside Records	-
Floppy Cow Records	-
Flying Nun Records	-
Flying Rhino Records	-
Fly Records	-
Flyte Tyme Records	-
FM Records	-
Folkways Records	-
Fondle 'Em Records	-
Fontana Records	-
Food Records	-
Fools of the World	-
ForeFront Records	-
Fourth And Broadway Records	-
Fraternity Records	-
FRE Records	-
Freakdance Records	-
Frog Records	-
Frontline Records	-
FSUK Records	-
Fueled by Ramen Records	-
Full Moon Productions	-
Full Surface Records	-
Fury Records	-
Future Farmer Records	-

## G
G7 Welcoming Committee Records	-
Gaiety Records	-
Gala Records	-
Galaxy21 Music	-
Galaxy Records	-
Gallium Arsenide	-
Gamble Records	-
Ganja Records	-
Gee Records	-
Gee Street Records	-
Geffen Records	-
Gem Records	-
General Records	-
Gennett Records 	-
GHB Records 	-
Giant Records	-
Gibsona Records	-
Gifted Records	-
Gilbert Bobolink Records	-
Gimell Records	-
Glasgow Underground Records	-
Glendale Records	-
Globe Records	-
Glory Records	-
Glossa Records	-
Glowworm Records	-
Go! Beat Records	-
Go! Discs Records	-
Go Kart Records	-
Gold Castle Records	-
Golden Records	-
Golden Tongue Records	-
Golden World Records	-
Gold Mountain Records	-
Gold Standard Laboratories	-
Gold Star Records	-
Gone Records	-
Good Time Records	-
Goodson Records	-
Gooom Records	-
Gordy Records	-
Gospel Truth Records	-
Gotee Records	-
Grafton Records	-
Gramavision Records	-
Gramophone Company	-
Gramophone & Typewriter Company Records	-
Grand Records	-
Grand Award Records	-
Grand Central Records	-
Grand Royal Records	-
Granular Records	-
Grass Records	-
Green Gel Records	-
Green Linnet Records 	-
Greensleeves Records 	-
Greentrax Recordings	-
Gregmark Records	-
Grey Gull Records	-
GRP Records	-
Gruv Records	-
Guardsman Records	-
Guillotine Records	-
Gusto Records	-
Gut Records	-
G-Unit Records	-
Gwarn Music	-

## H
H&L Records	-
Half A Cow	-
Hall of Sermon	-
Hammermill Records	-
Hands Productions	-
Hangman Records	-
Hannibal Records	-
Hansa Records	-
Harmograph Records	-
Harmonia Mundi	-
Harmony Records	-
Happy Go Lucky Records	-
Harlekijn	-
Harthouse	-
Harvard Records	-
Harvest Records	-
Hat Hut	-
Hänssler Classic	-
Hazzard Records	-
Headwrecker Records	-
Heavenly Records	-
HellCat Records	-
Hep-Me Records	-
Herald Records	-
Heres My Card Records	-
Herwin Records	-
Hevy Devy Records	-
Higher Ground Records	-
Higher Octave Music Records	-
High Karate	-
High Street Records	-
Hightone Records	-
Hillbilly Stew Records	-
Hip Records	-
Hip-O Records	-
Hi Records	-
Hit Records	-
Hit of the Week Records	-
Hitone Records	-
HMV	-
Hokey Pokey Records	-
Hollywood Records	-
Homochord Records	-
Homestead Records	-
Hooj Choons	-
Hopeless Records	-
Horizon Records	-
Hospital Records	-
Hot Club of America	-
Hot Wax Records	-
Household Name Records	-
Hudson Records	-
Human Condition Records	-
Human Recordings	-
Humming Bird Records	-
Hungaroton	-
Hut Records	-
Hyperion Records	-
Hytone Records	-

## I
I-Town Records	-
Iberia Records	-
Iboga Records	-
Idea Records	-
Illegal Records	-
Ill Will Records	-
Immediate Records	-
Immigrant Sun Records	-
Immortal Records	-
IMP Records	-
Imperial Records	-
Impulse! Records	-
Incentive Records	-
Incus Records	-
Independiente Records	-
Indestructible Records	-
Indi Script Records	-
Industrial Records	-
Infectious Records	-
Infrared	-
Innocent Records	-
In Records	-
Instinct Records	-
Interdimensional Transmissions	-
International DeeJay Gigolo Records	-
Interphon Records	-
Interscope Records	-
Interstate Records	-
In Trance We Trust	-
Invicta Records	-
Invictus Records	-
Invisible Records	-
Ipecac Recordings	-
Irdial-Discs	-
I.R.S. Records	-
Island Blue Records	-
Island Def Jam Records	-
Island Records	-
It's The Phillips Records	-

## J
J Records	-
Jade Tree Records	-
Janus Records	-
Jarrah Records	-
Jasmine Records	-
Jass Records	-
Jazzis Records	-
Jazzland Records	-
Jazz Records	-
Jazzman Records	-
Jazzology Records	-
Jeepster Records	-
Jester Records	-
Jet Records	-
Jewel Records	-
JHHP RECORDS	-
Jin Records	-
Jive Records	-
JLCO-Platte	-
Joe & Joey Records	-
JSP Records	-
Juana Records	-
Judd Records	-
Judgement Records	-
Juke Box Records	-
Jumbo Records	-
Jump Records	-
Jump Start Records	-
JungleJar	-
Junior Boys Own Records	-
Just Music	-

## K
K Records	-
K&K Verlagsanstalt	-
K-Tel Records	-
Kaifa Records	-
Kalophone Records	-
Kama Sutra Records	-
Kaos Records	-
Kapow Records	-
Kapp Records	-
Kappa Records	-
Karmageddon Media	-
Kayax	-
Kedar Records	-
Keen-O-Phone Records	-
Kerascene Music	-
Kent Records	-
Kentucky Records	-
Keynote Records	-
Key Records 	-
Kicking Mule Records	-
Kiddyphone	-
Kildare Records	-
Kill Rock Stars	-
Killnormal Records	-
Kindercore Records	-
King Records	-
Kinkt Records	-
Kinky Star Records	-
Kismet Records	-
Kiss The Stone Records	-
KMFDM Records	-
Knitting Factory	-
KOCH Records	-
Kool Arrow Records	-
Kompakt Records 	-
Koyote Records	-
Kranky	-
Kriminal Rekordz	-
Kung Fu Records	-

## L
LaBelle Records	-
LacedMilk Technologies	-
LaFace Records	-
l'age d'or	-
Lakeside Records	-
Last Beat Records	-
Latent Records	-
Laurie Records	-
Lava Records	-
Lazy S.O.B. Recordings	-
Leader Records	-
Leeds Talk-O-Phone	-
LeFrak-Moelis Records	-
Lenox Records	-
Levaphone Records	-
Level-Plane Records	-
Lex Records	-
LHI Records	-
Liberation Records	-
Liberty Music Shop Records	-
Liberty Records	-
Library Records	-
Lifesong Records	-
Limelight Records	-
Lincoln Records 	-
Line Out Records	-
Linguaphone Records	-
Linkan Records	-
Linn Records	-
Little America Records	-
Little Marvel	-
Little Wonder Records	-
Livingroom Records	-
Lizard King Records	-
LKJ Records	-
Loaded Records	-
LOCA Records	-
Locomotive Music	-
Locked On Records	-
Locust Music	-
Logo Records	-
Lojinx Records	-
London Records	-
Lookout Records	-
Lookout! Records	-
Lost & Lonesome Recording Co.	-
Lost Language	-
Lost Highway Records	-
Loud Records	-
Low Transit Industries	-
LSO Live	-
Luaka Bop	-
Lucky Eleven Records	-
Lucky Records	-
Ludgate Records	-
Luke Records	-
Luke Skywalker Records	-
Lyraphone Records	-
Lyric Records	-
Lyric Street Records	-
Lyrita	-

## M
M Records	-
M&G Records	-
M&M Records	-
Machinery Records	-
Mad-Kat Records	-
Made In Mexico Records	-
Madison Records	-
Magik Muzik	-
Magna Carta Records	-
Magnatune	-
Magnet Records	-
Main Street Records	-
Maison De Soul	-
Malaco Records	-
Mala Records	-
Mailboat Records	-
Majestic Records	-
Major Minor Records	-
Mammoth Records	-
MAM Records	-
Mango Records	-
Manifesto Records	-
Manor Records	-
Man's Ruin Records	-
Manticore Records	-
Mantra Records	-
MapleMusic Recordings	-
Marathon Records	-
Marco Polo Records	-
Ma Records	-
Marine Parade Records	-
Marlin Records	-
Masterpiece Records	-
Masterworks Records	-
Matador Records	-
Matrix Digital Audio Corporation	-
Matsuri Productions	-
Matty Grooves Records	-
Maverick Records	-
Maycon Records	-
MCA Nashville Records	-
MCA Records	-
Medallion Records	-
Medea Records	-
Mediarts Records	-
Megaforce Records	-
Mego	-
Melodya	-
Melodisc Records	-
Melody Records	-
Melotone Records	-
Melva Records	-
Merck Records	-
Mercury Nashville Records	-
Mercury Records	-
Merge Records	-
Meridian Records	-
Merrit Records	-
Metal Blade Records	-
Metal-Is Records	-
Meteor Records	-
Metropolis Records	-
Metro Recordings	-
Metro Records	-
MGM Records	-
Mighty Atom Records	-
Milestone Records	-
Mimosa	-
Mindbender Records	-
Ministry of Sound	-
Minit Records	-
Mint Records	-
MJJ Records	-
Mo'Wax Records	-
Mobile Fidelity Sound Lab	-
Modern Records	-
Mojo Records	-
Mokum Records	-
Monarch Records	-
Mondo Records	-
Monstaar Records	-
Montgomery Ward Records	-
Monument Records 	-
Monster, Monster Records	-
Moonglow Records	-
Moon Ska	-
Moon Ska Europe	-
Moonshine Records	-
Moonstruck Records	-
Morphius Records	-
Mortarhate Records	-
Mosaic Records	-
Moshi Moshi Records	-
Motor Music Records	-
Motown Records	-
Moving Shadow (UK)	-
Mr. Lucky Records	-
Multiply Records	-
Murderecords	-
Murder Inc. Records	-
Music Box Records	-
Music For Nations Records	-
Music for Pleasure	-
Music Hall	-
Music Man Records	-
Music Masters Records	-
Musicraft Records	-
Musiphone Records	-
Mushroom Records 	-
Mute Records	-
Myrrh Records	-

## N
N-Coded Music	-
Naked Music	-
Napalm Records	-
Narada Records	-
National Music Lovers Records	-
National Recording Corporation	-
Naxos	-
Neighborhood Records	-
Nein Records	-
Neo Ouija	-
Neptune Records	-
Nettwerk	-
New Glue Records	-
New Orleans Records	-
New World Records	-
New York Philharmonic CDs	-
Next Generation Records	-
Nice Dreams Music	-
Nimbus Records	-
Nighthawk Records	-
Ninja Tune	-
Nitro Records	-
Nitto Records	-
Nixa Records	-
NK-Rock-City Records	-
No Idea Records	-
Noise Records	-
Noitekk	-
No Limit Records	-
Nonesuch Records	-
Nordskog Records 	-
Noriq Records	-
Northwestside Records	-
Norton Records	-
Nothing Records	-
Novamute Records	-
Now-again Records	-
NPG Records	-
Nuclear Blast	-
Nude Records	-
Nuggetphase	-

## O
Ode Records	-
Odeon Records	-
Odeonette Records	-
Oh! Map Records	-
Okeh Records	-
Oldies-33	-
Oldies-45	-
Olympia Records	-
On U Sound	-
OnClassical	-
Ondine Records	-
One Little Indian Records	-
One Ton Records	-
Operaphone Records	-
Opus III Records	-
ORANGE FACTORY acoustic arts	-
Orange Record Label	-
Orange Twin Records	-
Orfeo Records	-
Oriola Records	-
Oriole Records	-
Osmose Productions	-
Out of Line	-
Outpunk Records	-
Ovum Recordings	-
Oxford Records	-

## P
Pablo Records	-
Pacific Records	-
Paisley Park Records	-
Palm Club Records	-
Palo Duro Records	-
Pan American Records	-
Panachord Records	-
Panart Records	-
Panorama Records	-
Panzerfaust Records	-
Papillion Records	-
Paradox Records	-
Paralysis Enterprises	-
Paramount Records	-
Parlophone	-
Partee Records	-
Pass It On Records	-
Pathé Records	-
PGP RTB             -
Peacock Records	-
Peacefrog Records	-
Peaceville Records	-
Peanuts & Corn Records	-
Pearl Records	-
Peerless Records	-
Penalty Records	-
Pennington Records	-
Pepper Records	-
Perfecto Records	-
Perfect Records	-
Perhaps Transparent	-
Perspective Records	-
Phantasie Records	-
Phantasm Records	-
Pharmacy Records	-
Philadelphia International Records	-
Philharmonic Records	-
Philips Classics Records	-
Philips Records	-
Philles Records 	-
Phillips International Records	-
Philo Records	-
Phil Spector International	-
Phil Spector Records	-
Phoenix Records	-
Phono-Cut Records	-
Phonokol Records	-
Phonograph Recording Company of San Francisco	-
Piccadilly Records	-
Pickwick Records	-
Pilz	-
Pinacle Records	-
Pitched Up Recordings	-
pläne	-
Planet Dog	-
Plantation Records	-
Plant Life Records	-
Plan-It-X Records	-
Platipus Records	-
Play It Again Sam	-
Playadel	-
Playerphone	-
Playhouse Records	-
Playtime Records	-
PlayTone Records	-
Plug Research	-
Plus8	-
Point Blank Records	-
Polydor	-
Polygon Records	-
PolyGram	-
Polyvinyl	-
Pony Canyon Records	-
Popfrenzy	-
Poptones	-
Popular Records	-
Pork Recordings	-
Porpoise Records	-
Portland Records	-
Portrait Records	-
Posh Boy Records	-
Positiva Records	-
Possom Records	-
Postcard Records	-
Potential Getaway Driver	-
Prestige Records	-
Prawn Song Records	-
Pretty Good Records	-
Princess Records	-
Priority Records	-
Private Music	-
Private Stock Records	-
Priory Records	-
Probe Records	-
Profane Existence	-
Profile Entertainment	-
Profile Records	-
Projector Records	-
Pro-Noise	-
Propagator Records	-
Prosthetic Records	-
PS Classics	-
PSI Records	-
PRT Records	-
PsycheDoomelic Records	-
Psychopathic Records	-
Publix Records	-
Punkcore Records	-
Punktastic Recordings	-
Purderous Magina Records	-
Puretone Records	-
Puritan Records	-
Puritone Records	-
Purple Label	-
PWL	-
Pye Golden Guinea Records	-
Pye International Records	-
Pye Records	-

## Q
QRS Records	-
Quality Records	-
Quango Records	-
Queen Records	-
Quiet Storm Records	-
Qwest Records	-

## R
R&S Records	-
Radar Records	-
Radiex Records	-
Rainbo Records	-
Rainbow Records	-
Raj Records	-
Rajah Records	-
RAK Records	-
Ralph America	-
Ram Records	-
Rama Records	-
Rampagge Records	-
Rampant Records	-
Ramp Records	-
Rare Earth Records	-
Raven Records	-
Rawkus Records	-
R.A.W. Records 	-
Raymac Records	-
Razor & Tie	-
Razorback Records	-
RCA Records	-
RCI Records	-
RCU Records	-
React Records	-
Reaction Records	-
Realtone Records	-
Real World Records	-
Recess Records	-
Recordio Records	-
Record Radio	-
Red Bird Records	-
Redfone Records	-
Red Girl Records	-
Red Robin Records	-
Red Rooster Records	-
Red Seal Records	-
Reed Records	-
Regal Records	-
Regal Zonophone	-
Regent Records	-
Regency Records	-
Regis Records	-
Rejoice Records	-
RekordsRekords	-
Relapse Records	-
Reliquias	-
Remington-Morse Records	-
Renaissance Records	-
Renegade Hardware	-
Rephlex Records	-
Reprise Records	-
Resistance Productions	-
Resistance Records	-
Resona Records	-
Respect Records	-
Resurrection Records	-
Restless Records	-
RES - Registrazioni e Suoni	-
Reunion Records	-
Revelation Records	-
Revenant Records	-
Rev-ola Records	-
R.E.X. Records -
Rex Records	-
Rhino Records	-
Rhymesayers Entertainment	-
Rhythm & Sound Records	-
Rialto Records	-
Rice N' Gravy Records	-
Rich-Tone Records	-
Ride Records	-
Righteous Babe Records	-
Rise Above Records	-
Rising Tide Records	-
Riva Records	-
Riverside Records	-
Roadrunner Records	-
Roc-a-Fella Records	-
Rock Action Records	-
Rocket Records	-
Rock Records	-
Rocketown Records	-
Rodven Records	-
Rolling Stones Records	-
Roman Records	-
Romeo Records	-
Romophone	-
Ronco Records	-
Rondo Records	-
Root Records	-
Rosetta Records	-
Ross Stores Records	-
Rough Trade Records	-
Roulette Records	-
Round Records	-
Rounder Records	-
Royal Records	-
Royale Records	-
RPM Records	-
RRRecords	-
RRO Entertainment	-
RSO Records	-
Ruby Records	-
Ruffhouse Records	-
RuffNation Records	-
Ruf Records	-
Rune Grammofon	-
Ruptured Ambitions Records	-
Rushmore Records	-
Rust Records	-
Ruthless Records	-
Rykodisc	-

## S
S2 Records	-
Sacred Records	-
Saddle Creek Records	-
Saga Records	-
Saja Records	-
Salabert Records	-
Salad Days Records	-
Salsoul Records	-
Sanctuary Classics (Hallé releases)	-
Sanctuary Records	-
SAR Records	-
Sarah Records	-
Satellite Records	-
Savana Records	-
Savoy Records	-
Savvy Records	-
SBK Records	-
Scalla Records	-
S. Carter Records	-
Scepter Records	-
Schematic Records	-
Schirmer Records	-
Schneeball - Vertrieb der Musiker	-
Scotti Brothers Records	-
Screwgun Records	-
S-Curve Records	-
Seed Records	-
Seeland Records	-
Seven Kingdoms	-
Seraphim Records	-
Seriously Groovy	-
Serjical Strike Records	-
Session Records	-
Shady Records	-
Shanachie Records	-
Shelter Records	-
Shimmy Disc	-
Shinkansen Records	-
Shitkatapult	-
Shock Records	-
Shout Records	-
Shrimper Records	-
Shrine Records	-
Sick Room Records, LTD	-
SideOneDummy Records	-
Signature Records	-
Silver Bell Records	-
Silver Girl Records	-
Silvertone Records	-
Sire Records	-
Sintez Records	-
Sire London Records	-
Situation Two Records	-
SKI-PP	-
Skint Records	-
Sky and Trees Records	-
Slash Records	-
Slip N Slide Records	-
Slugtone Records	-
Small Brain Records	-
Smalltown America	-
Smash Records	-
Smells Like Records	-
Solar Records	-
Solid Rock Records	-
Solid State Records	-
Solo Art Records	-
Soma Records	-
Some Bizarre Records	-
Sonalux Records	-
Sonance Records	-
Song Bird Records	-
Sonic360 Records	-
Sonic Wave International	-
Sonic Wave America	-
Sony Classical Records	-
Sony Music Entertainment	-
Sonny Clay Records	-
Society Recordings	-
Sonet Records	-
So So Def Recordings	-
Sophisticated Records	-
Soul Brother Records	-
Soul Jazz Records	-
Sound Circus	-
Southern Lord Recordings	-
Southland Records	-
Souvenir Records	-
Sparrow Records	-
Special Records	-
Specialty Records	-
Spiderleg Records 	-
Spikefarm Records	-
Spinefarm Records	-
Spitfire Records	-
SPK	-
Spooky Sounds Records	-
Spun Records	-
Squareroot Records	-
Squint Entertainment	-
SST Records	-
Stain Studio	-
Staalplaat	-
Standard Records	-
Star-day King Records	-
Starr Records	-
Star Song Communications	-
Stateside Records	-
States Records	-
Stax Records	-
STC Recordings	-
Steady Cam Records	-
Steiner-Davis Records	-
Sterling Records	-
Sterno Records	-
Stiff Records	-
Stillborn Records	-
Stillson Records	-
Stockholm Records	-
Stomp Off Records	-
Stones Throw Records	-
Stony Plain Records	-
Stortbeat Records	-
Storyville Records	-
Straight Records	-
Straight Girl Records	-
Strange Fruit Records	-
Street Records Corporation	-
Strong Records 	-
Strummer Recordings	-
Stubborn Records	-
Studio !K7	-
Studio One	-
Stunt Records	-
Suburban Noize Records	-
Sue Records	-
Subconscious Communications	-
Sublight Records	-
Sublime Frequencies	-
Sub Pop	-
Suburban Hardcore Records	-
Suburban Noize Records	-
Subtle Chaos Records	-
Such-A-Punch Media	-
Sudden Death Records	-
Sugar Hill Records	-
Suicide Squeeze Records	-
Summit Records	-
Sundazed Records	-
Sun International Records	-
Sun Records 	-
Sunflower Records 	-
Sunrise Records 	-
Sunshine Records 	-
Sunset Records	-
Supraphon 	-
Superior Records	-
Supersoul Records	-
Supertone Records	-
Supreme Records	-
Surfdog Records	-
Surprise Records	-
Surprise Attack Records (aka SA mob)	-
Swaggie Records	-
Swallow Records	-
Swan Records	-
Swan Song Records 	-
Swing Time Records	-
Swiss Bank Records	-
Sword Records	-
Symbiosis Records	-
Sympathy for the Record Industry	-
Symphanola Records	-
Symphony Records	-
Synthetic Symphony	-
Syphrus Music	-

## T
Taang! Records	-
Takoma Records	-
Tangerine Records	-
Teem Records	-
Teichiku Records	-
Telstar Records	-
Temple Records	-
Temple US Records	-
Tempo Records	-
Tennessee Records	-
The Black Wall Street Records	-
The Mezzotint Label	-
The Winner Records	-
Three of many Records	-
Third Man Records	-
Tiara Records	-
Tico Records	-
Tidy Trax	-
Tiger Style Records	-
Tikal Records	-
Time-Life Records	-
Tin Roof Records	-
TIP World	-
TK Records	-
Todamerica Records	-
Tofu Records	-
Tokyo Dawn Records	-
To Live A Lie Records	-
Tollie Records	-
Tommy Gospel Records	-
Too Pure	-
Tooth & Nail Records	-
Topic Records	-
Tornado Records	-
Touch and Go Records	-
Track Records	-
Traffic Violation Records	-
Transatlantic Records	-
Transcopic Records	-
Transient Records	-
Trauma Records	-
Trend Records	-
trend is dead! records	-
Triple Crown Records	-
Triumph Records	-
Trojan Records	-
Tru Thoughts	-
Truant Records	-
Truck Records	-
True North Records	-
True Tone Records	-
Trustkill Records	-
TSOP Records	-
Tuff Gong	-
Tug Records	-
Tunnel Records	-
TVT Records	-
Twisted Records	-
Tzadik	-

## U
UFO Records	-
Uglyfuzz Records	-
UK Records	-
Uncensored Records	-
Undergroove Records	-
Unholy Records	-
Unfun Records	-
Uni Records	-
United Artists Records	-
United Records	-
Universal Classics Group	-
Universal Motown Records Group	-
Universal Music Group	-
Universal Records	-
Universal South Records	-
Unstable Ape Records	-
Up Records	-
Uptown Records	-
Urban Dubz Records	-
Urban Records	-
Urban Takeover	-

## V
V2 Records	-
Vagrant Records	-
Valiant Records	-
Valley Records	-
Vandit	-
Van Dyke Records	-
Vanguard Records	-
Vaudeville Records	-
V-COM Records	-
V-Disc	-
VEB Deutsche Schallplatten	-
Vee-Jay Records	-
Velvet Tone Records	-
Vendetta Records	-
Verity Records	-
Vertigo Records	-
Verve Records	-
Vice Records	-
Victor Records 	-
Victoria Records	-
Victory Records	-
Viewlexx	-
Vim Records	-
Violence Recordings	-
Viper Records	-
V.I.P. Records	-
Virgin Records	-
Virgin Schallplatten GmbH	-
Viva Records 	-
Vocalion Records	-
Vogue Records	-
Voiceprint Records	-
Volcano Records	-
Volition Records 	-
Volt Records	-

## W
W.A.R.? - What Are Records?	-
W Records	-
Waldorf Music Hall Records	-
Wallace Records	-
Wallis Original Records	-
Wand Records	-
Warner Bros. Records	-
Warner Bros.-Seven Arts	-
Warner Communications	-
Warner Curb Records	-
Warner-Spector Records 	-
Warp Records	-
Warwick Records 	-
Wasp Factory Recordings	-
Wax Trax! Records	-
Weed Records	-
Westbound Records	-
West Craft Records	-
Westport Records	-
Westside Records	-
Whirlin' Disc Records	-
White Whale Records	-
Whitfield Records 	-
Wiija Records	-
Wildplum Recordings	-
Wildstar Records	-
WIN Records	-
Wind-Up Records	-
Windfall Records	-
Windham Hill Records	-
Windsor Records	-
WMF Records	-
Wonder Records	-
Wordclock Records	-
World Pacific Records	-
Wooden Nickel Records 	-
Word Records	-
Wordclock Records	-
Workshop Jazz Records 	-
Woronzow Records	-
Woodworm Records	-
WTII Records	-
Wyncote Records	-

## X
Xenophile Records	-
Xing Records	-
XL Records	-
Xpressway Records	-

## Y
Yazoo Records	-
Yambo Records	-
Yellow Moon Records	-
Yep Roc Records 	-
Yorkville Records	-
Yoshitoshi Records	-
Your Choice Records	-
Young Money Entertainment	-
Yoyo Records	-
YtseJam Records	-
Yuletide Records	-

## Z
Zapple Records	-
Zebra Records	-
Ze Records	-
Zero Gravity Records	-
Zodiac Records	-
Zoe Records	-
Zomba Records	-
Zombie-A-Go-Go Records	-
Zonophone	-
Zoth Ommog Records	-
ZTT Records	-
Zunior Records	-